# Henrique Monteagudo
Xosé Henrique Monteagudo Romero, nascut a Insuela (Esteiro, Muros) el 26 de novembre de 1959, és un sociolingüista gallec, catedràtic de la Universitat de Santiago de Compostel·la des de 1982 i catedràtic de Filologia Gallega des de 2018, vocal titular i vicesecretari de la Real Academia Galega.

## Trajectòria
Henrique Monteagudo és llicenciat en Filologia Hispànica (galegoportuguesa) per la Universitat de Santiago de Compostel·la (1981). Investigador a l'⁣Instituto da Lingua Galega des de 1982. L'any 1995 es va doctorar a la Universitat de Santiago de Compostel·la i des de llavors és professor titular de Filologia Gallega a Santiago. També ha impartit classes a les Universitats de Birmingham (com a Assistant Readers), a la City University de Nova York (1996) i a la Universitat de Lisboa (1998). Actualment és coordinador de la Secció de Llengua Gallega del Consell de Cultura Gallega i director de l'Arxiu de Planificació i Normalització Lingüística. Monteagudo és des de l'any 1998 el coordinador de l'Informe sobre Política Lingüística i Normalització a Galícia de la Secció de Llengua Gallega del CCG.
Va ser un dels fundadors de la revista Dorna. Expressió poètica gallega (1982). És membre del consell de redacció de Grial. Revista Galega de Cultura des de 1988, i n'és el codirector des de 2003. També és membre del consell de redacció de la revista científica Estudos de Lingüística Galega (ILG / USC) i del Boletín da Real Academia Galega, i de l'equip editorial de les publicacions Treballs de Sociolingüística Catalana, Gragoatá i LaborHistórico. Des de gener de 2019 és catedràtic d'universitat.
El 30 d'abril de 2010 va ser elegit membre numerari de la Reial Acadèmia Gallega, per cobrir la vacant d'⁣Antonio Gil Merino. Del 2013 al 2021 va ser el secretari de la RAG i des del 2021 n'és subsecretari.
Va ser membre del partit polític Compromiso por Galicia.

## Publicacions destacades
Ha publicat obres sobre literatura gallega medieval, història externa de la llengua, planificació lingüística i lingüística i lexicografia gallega. Entre les seves publicacions destaquen:

### Assaig

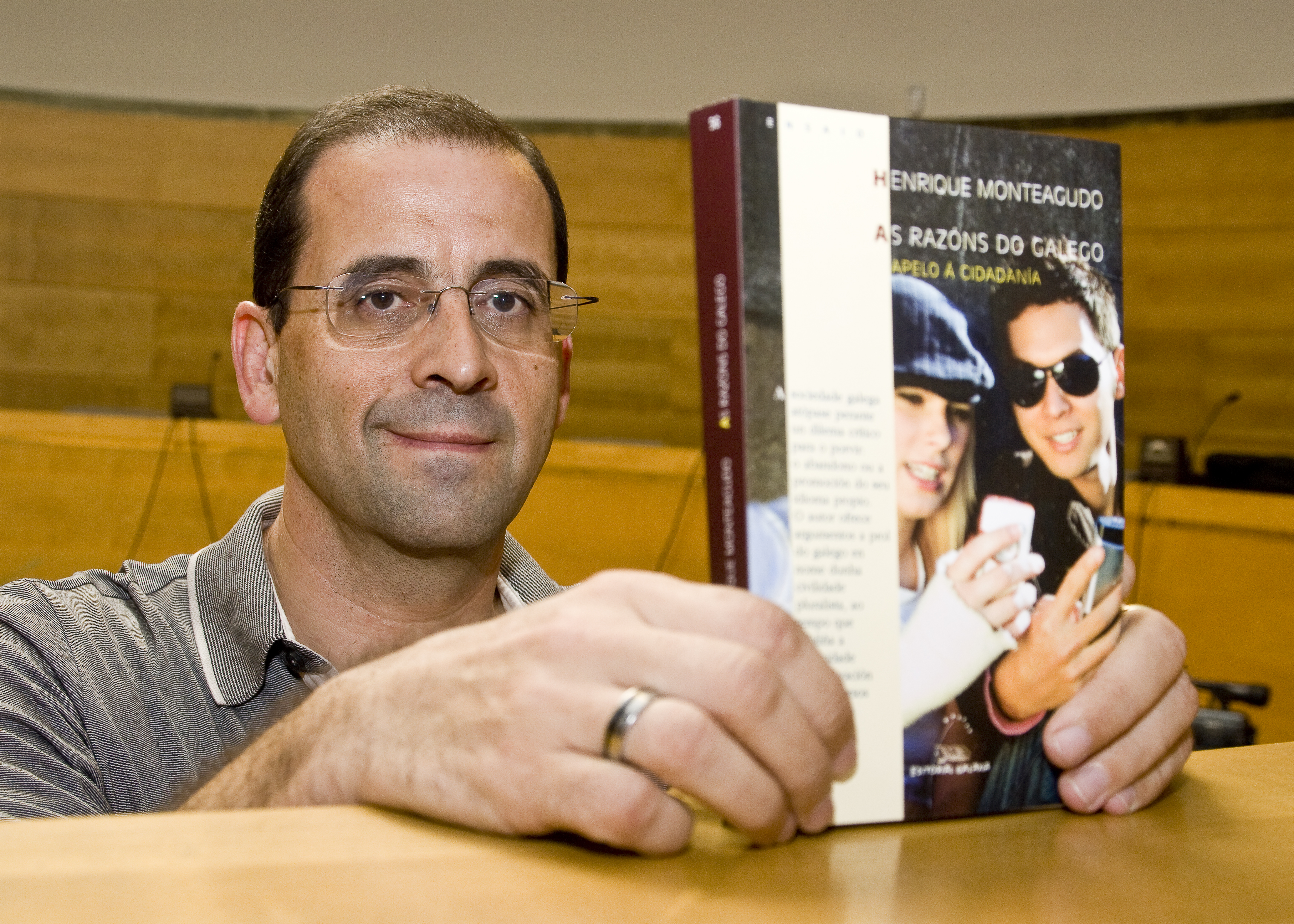
Sostenint un exemplar d'As razóns do galego.

- Ideas e debates sobre a lingua: Alfonso D. Rodríguez Castelao e a tradición galeguista (1995). Vigo: Galaxia. Tesi doctoral.
- O son das ondas: Mendiño, Martín Codax, Johán de Cangas, xograres da beiramar (1998). Vigo: Galaxia.
- Historia social da lingua galega (1999). Vigo: Galaxia. 576 páxs. [[:gl:Special:BookSources/9788491510482|ISBN 978-84-9151-048-2]].
- Castelao: Defensa e ilustración do idioma galego (2000). Vigo: Galaxia. 280 páxs. [[:gl:Special:BookSources/9788482883908|ISBN 978-84-8288-390-8]].
- O son das ondas. Mendiño, Martín Códax, Johán de Cangas (2001). Vigo: Galaxia. 128 páxs. [[:gl:Special:BookSources/9788482881720|ISBN 978-84-8288-172-0]]. Introducció bàsica però completa i sistemàtica al complex fenomen de la lírica galaicoportuguesa medieval.
- Letras primeiras. O foral de Caldelas, a emerxencia da escrita en galego e os primordios da lírica trobadoresca (2008). A Coruña: Fundación Barrié. 740 páxs. [[:gl:Special:BookSources/9788495892737|ISBN 978-84-95892-73-7]]
- Afonso R. Castelao (2008). Xunta de Galicia. [[:gl:Special:BookSources/9788445326701|ISBN 978-8445326701]].
- As razóns do galego. Apelo á cidadanía (2009). Vigo: Galaxia. 230 páxs. [[:gl:Special:BookSources/9788498652277|ISBN 978-84-9865-227-7]].
- A nobreza miñota e a lírica trobadoresca na Galicia da primeira metade do século XIII (2014). Noia: Editorial Toxosoutos. [[:gl:Special:BookSources/9788494222498|ISBN 9788494222498]].
- Carlos Casares, un contador de historias. Vida e obra (2017). Vigo: Galaxia. 180 páxs. [[:gl:Special:BookSources/9788491510390|ISBN 978-84-9151-039-0]].
- Alfonso R. Castelao. A forxa dun mito (2021). Vigo: Galaxia. 204 páxs. [[:gl:Special:BookSources/9788491517412|ISBN 978-84-9151-741-2]].
- O idioma galego baixo o Franquismo. Da resistencia á normalización (2021). Vigo: Galaxia. 746 páxs. [[:gl:Special:BookSources/9788491517719|ISBN 978-84-9151-771-9]].[5]

### Edicions
- Cancionero de Payo Gómez Chariño, d'Armando Cotarelo Valledor (1984). Xunta de Galicia.
- A romaría de Xelmírez, de Ramón Otero Pedrayo (1991). Vigo: Galaxia.
- Antoloxía da prosa literaria galega medieval (1994). Tórculo Ed.
- De viva voz Castelao: conferencias e discursos (1996). Fundación Castelao.
- Os dous de sempre, de Castelao (2001). Vigo: Galaxia.
- Catálogo de algunos libros curiosos y selectos, para la librería de algún particular, de Frei Martín Sarmiento (2002). Noia: Toxosoutos.
- Cantigas de Santa María, de Afonso X o Sabio (2003). Santiago: Consello da Cultura Galega.
- De historia natural y de todo género de erudición: obra de 660 pliegos, de Martín Sarmiento (2008). Santiago: Consello da Cultura Galega.
- O espertar da conciencia galega. Galeguismo, cultura e identidade: ensaios e artigos dispersos (1950-1990), de Ramón Piñeiro (2009). Vigo: Galaxia.
- “En cadea sen prijon”. Cancioneiro de Afonso Paez (2013). Xunta de Galicia
- "Manuscritos poéticos inéditos de Rosalía de Castro", juntament amb María Xesús Lama (2014). Ed. Real Academia Galega.[6]
- Irmandades da Fala: oratoria e prosa non ficcional. Antoloxía (2016). Real Academia Galega.
- Rosalía de Castro. Autógrafos poéticos (2017). RAG e Fundación Barrié. [[:gl:Special:BookSources/9788497521543|ISBN 978-84-9752-154-3]].

També ha editat textos de Rosalía de Castro, Castelao i Ramón Otero Pedrayo. Publica treballs en revistes especialitzades com Grial, Verba, Colóquio/Letras (de Lisboa), Signo y Seña (de Buenos Aires), Portuguese Studies (de Cambridge), entre d'altres.

## Premis i reconeixements
- 1r Premi "Ensayo sobre las lenguas y literaturas gallega, vasca y catalana", de la Universitat Nacional d'Educació a Distància (Madrid), 1998.
- Premi Antón Losada Diéguez d'investigació (2000).
- Premi de la Crítica Galicia, en l'apartat de Recerca, l'any 2009, per l'obra Letras primeiras. O Foral de Caldelas. A emerxencia da escrita en galego e os primordios da lírica trobadoresca.